# Gumpelesbachl
Das Gumpelesbachl ist ein kurzer Bach in der Gemeinde St. Veit in Defereggen (Bezirk Lienz). Der Bach entspringt an der Hofstelle Unterbergl, fließt in südöstlicher Richtung ab und mündet nach lediglich rund 180 Metern in den Moosbach.